# St. Veit im Innkreis
St. Veit im Innkreis è un comune austriaco di 419 abitanti nel distretto di Braunau, in Alta Austria.